# Nandej
Nandej é uma vila no distrito de Ahmadabad, no estado indiano de Gujarat.

## Demografia
Segundo o censo de 2001, Nandej tinha uma população de 7639 habitantes. Os indivíduos do sexo masculino constituem 53% da população e os do sexo feminino 47%. Nandej tem uma taxa de literacia de 70%, superior à média nacional de 59,5%: a literacia no sexo masculino é de 78% e no sexo feminino é de 60%. Em Nandej, 12% da população está abaixo dos 6 anos de idade.